# レジナルド・ル・ボーグ
レジナルド・ル・ボーグ（Reginald Le Borg、1902年12月11日 - 1989年3月25日）は、オーストリアの映画監督である。日本語では「レジナルド・ル・ボルグ」とも表記される。

## 経歴
1902年12月11日、ウィーンに生まれる。1930年代にハリウッドへ渡り、映画のエキストラを務めたのち、メトロ・ゴールドウィン・メイヤーの短編ミュージカル映画を監督した。1940年代にはユニバーサル・スタジオと契約し、ロン・チェイニー・ジュニア主演のB級映画などを監督している。1989年3月25日、カリフォルニア州ロサンゼルスにて死去。

## フィルモグラフィー

### 長編映画
- ジャングルの妖女 Jungle Woman （1944年）
- 死人の眼 Dead Man's Eyes （1944年）
- 執念のミイラ The Mummy's Ghost （1944年）
- スージー売り出す Susie Steps Out （1946年）
- 鉄路の弾痕 Wyoming Mail （1950年）
- 邪悪なイゼベル Sins of Jezebel （1953年）
- ブロンドの虜 The Flanagan Boy （1953年）
- 悪魔の生体実験 The Black Sleep （1956年）
- アパッチ騎兵隊 War Drums （1957年）
- 恐怖の人喰い植物 Voodoo Island （1957年）
- オルラ/血の連続殺人 Diary of a Madman （1963年）
- サイコ・シスターズ So Evil, My Sister （1974年）

## 関連文献
- Dixon, Wheeler Winston (1992). The Films of Reginald LeBorg: Interviews, Essays, and Filmography. Scarecrow Press